# Isla Portal
La Isla Portal (en francés: Île Portal) es una isla de la Guayana Francesa en el municipio de Saint- Laurent- du- Maroni situada en el río Maroni. Su superficie es de 27 km². Se encuentra a unos 40 km² de la desembocadura del río.
La isla estaba poblada por 124 habitantes para 2011 y es objeto de una disputa de tierras desde 1979.
La isla está formado por aluviones del río. El lado oeste se compone de arenas lixiviadas mezcladas con arcilla, al lado este está formada por aluviones delgados.
La isla ha acogido aproximadamente desde 1859 una plantación de café de 70 000 plantas.